# Košťany
Košťany − miasto w Czechach, w kraju ujskim.
Według danych z 31 grudnia 2003 powierzchnia miasta wynosiła 2432 ha, a liczba jego mieszkańców 2700 osób.

## Demografia
| Rok             | 1970  | 1980  | 1991  | 2001  | 2003  |
| --------------- | ----- | ----- | ----- | ----- | ----- |
| Liczba ludności | 3 682 | 3 221 | 2 494 | 2 627 | 2 700 |

Źródło: Czeski Urząd Statystyczny